# Giovanni Delfino
Giovanni Delfino, även Dolfin, född 15 december 1545 i Venedig, död 25 november 1622 i Venedig, var en italiensk kardinal och biskop. Han var camerlengo från 1619 till 1620.

## Biografi
Flavio Chigi var son till Mario Chigi och Berenice della Ciaia. Han studerade vid Paduas universitet, där han blev iuris utriusque doktor. Mellan 1594 och 1598 var Delfino Republiken Venedigs ambassadör vid Heliga stolen.
I november 1603 utnämndes Delfino till biskop av Vicenza och biskopsvigdes påföljande månad av kardinal Alfonso Visconti i kyrkan San Sisto i Rom.
I juni 1604 upphöjde påve Clemens VIII Delfino till kardinalpräst med San Matteo in Merulana som titelkyrka. Kardinal Delfino kom att delta i tre konklaver: mars–april 1605, maj 1605 samt 1621. 
Kardinal Delfino avled i Venedig 1622 och är begravd i kyrkan San Michele in Isola.

## Bilder

Kardinal Giovanni Delfinos titelkyrkor
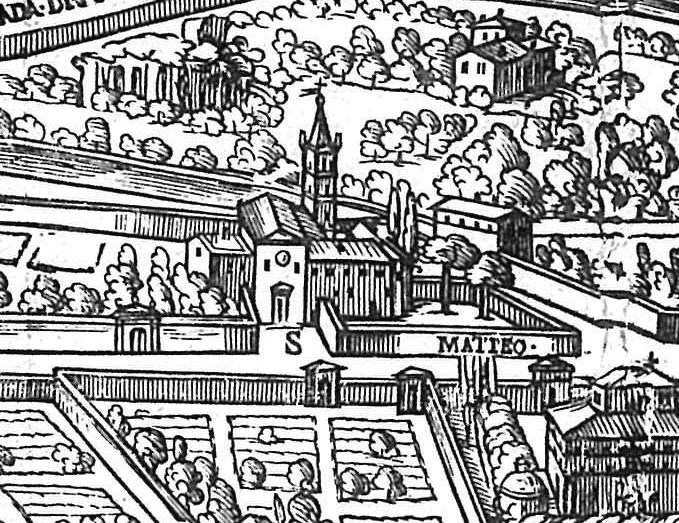
San Matteo in Merulana.
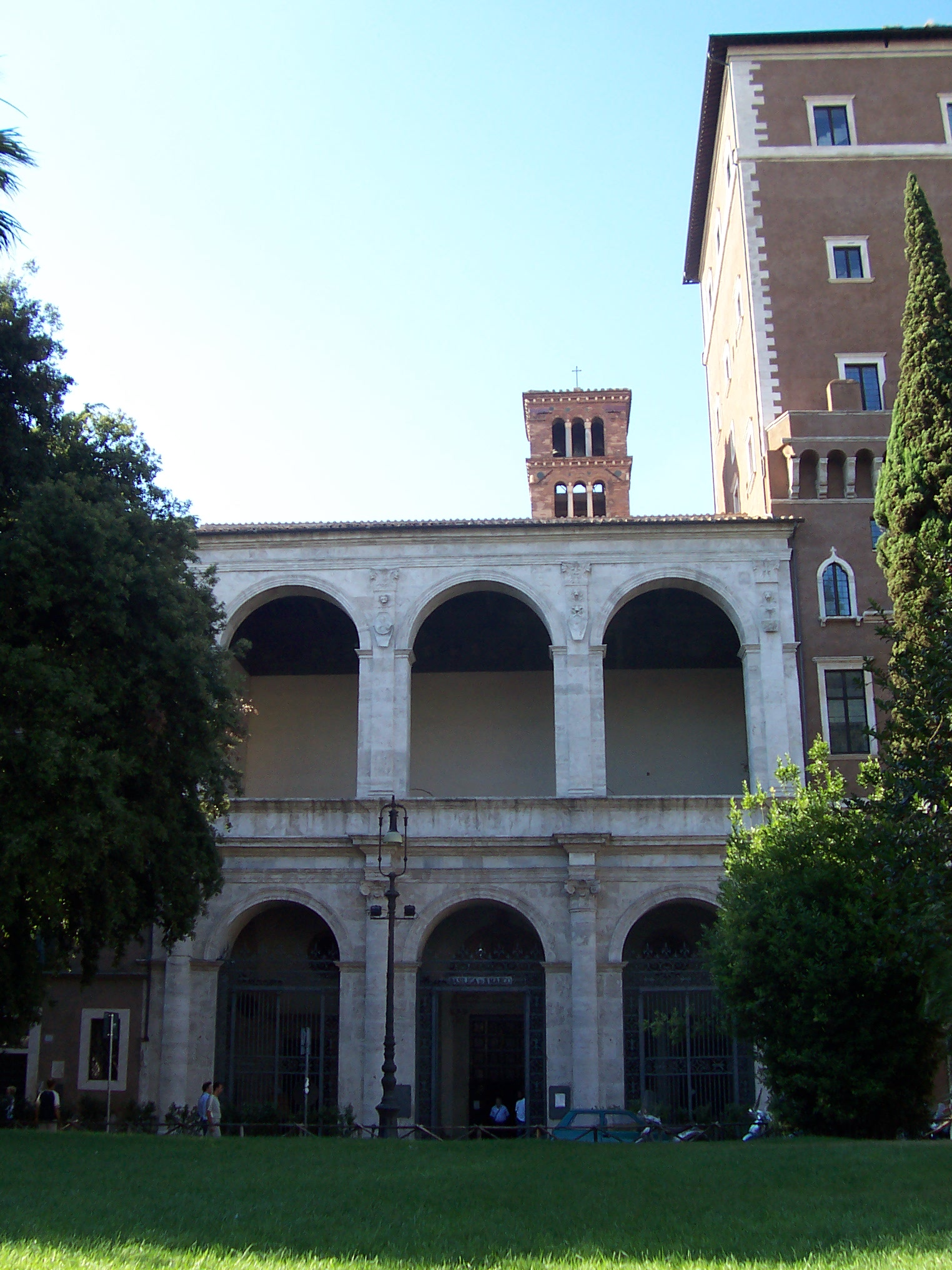
San Marco.
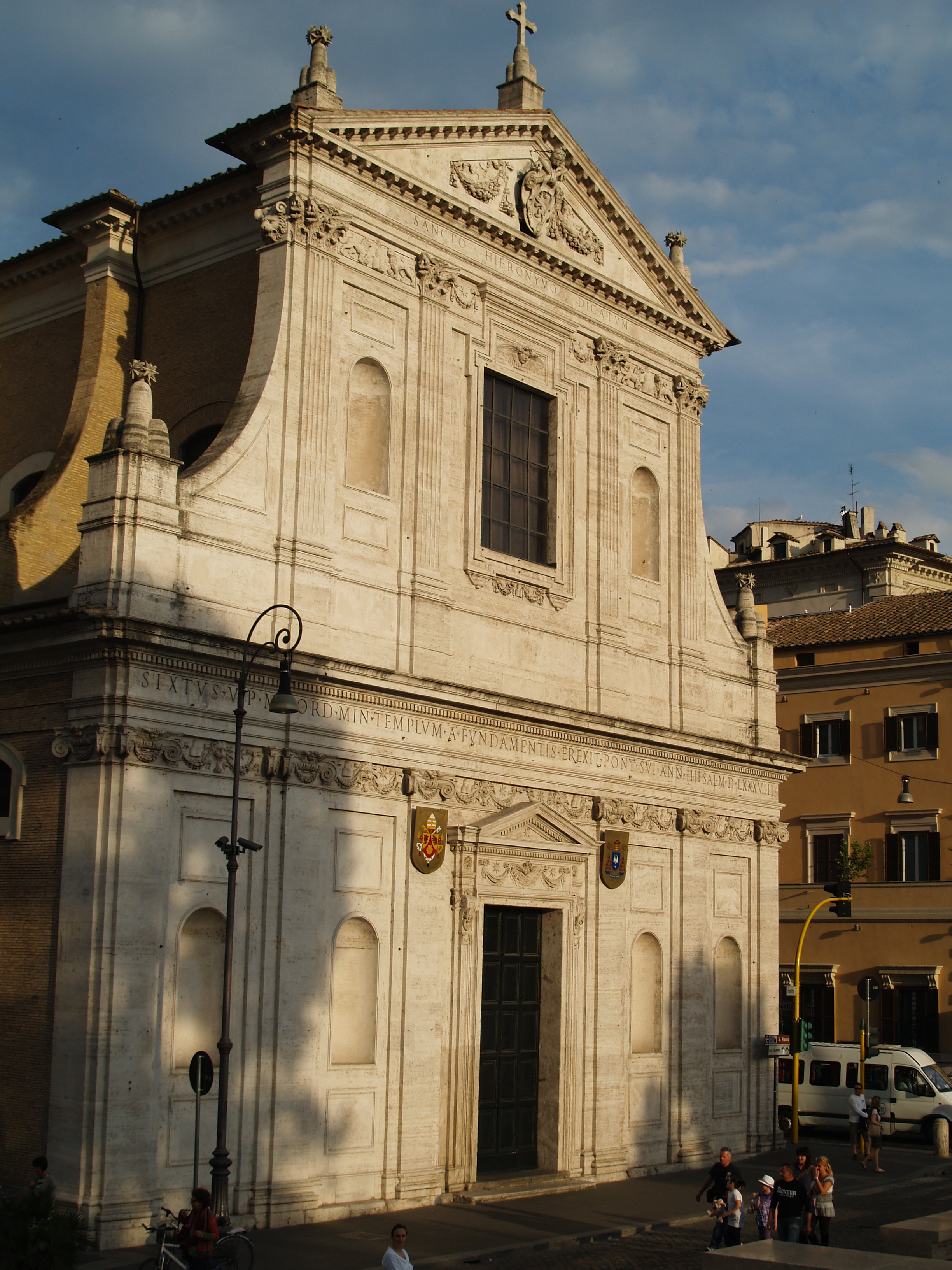
San Girolamo degli Schiavoni.
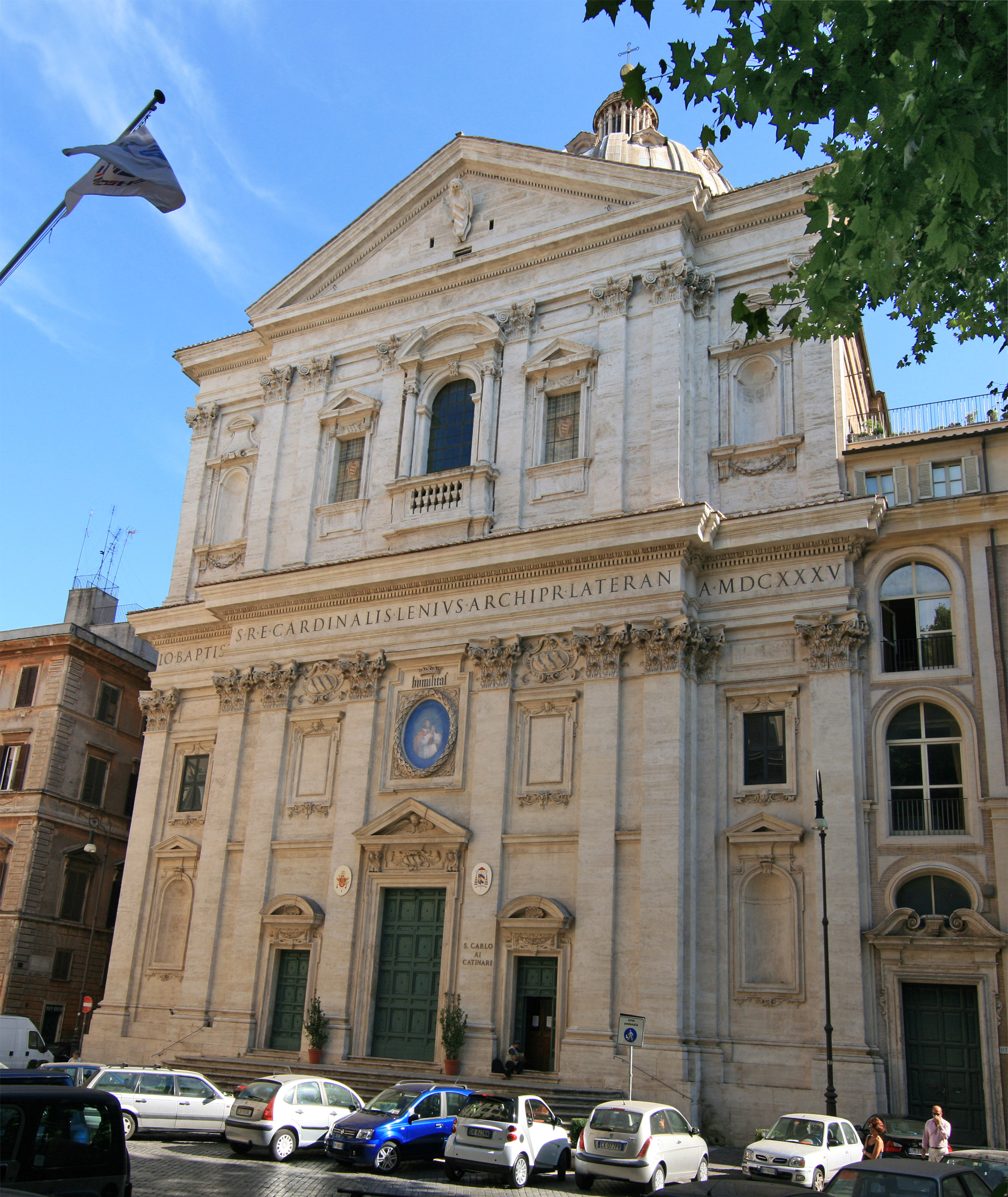
San Carlo ai Catinari.